# Tribute
Tribute (в превод: „Почит“) е вторият концертен албум и третият концертен филм на гръцкия кийбордист и композитор Яни. Албумът е издаден на компактдиск и аудиокасета през ноември, а филмът – на видеокасета през декември 1997 г. от „Върджин Рекърдс“. Записан е през март в близост до Тадж Махал в Агра (Индия) и в Забранения град в Пекин (Китай) през месец май същата година, като по време и на двата концерта композиторът свири заедно с личния си 7-членен състав, хор и 27-членен оркестър.
Албумът се класира на 1-во място в класацията за най-добър ню ейдж албум и на 21-во място в класацията „Билборд 200“ на американското музикално списание „Билборд“. През март 1998 г. албумът и филмът са удостоени с платинен статут от Асоциацията на звукозаписната индустрия на Америка (RIAA) за продадени съответно един милион и 200 хиляди копия в САЩ. За да разпространи албума си, композиторът изнася турнето Tribute World Tour между януари и юли 1998 г., след което кариерата му претърпява двугодишно затишие.

## История и записване
През септември 1993 г. Яни изнася три поредни концерта със своята група и Кралския филхармоничен оркестър в одеона на Ирод Атик в Атина, първият от които е записан и издаден като първия му концертен албум, Live at the Acropolis („На живо от Акропола“), който става най-продаваният албум в кариерата му, като само в САЩ са продадени над 4 милиона копия. Докато гостува на баща си в родината си след успеха на акрополските си концерти, Яни решава да свири на подобни места и смята, че би било жалко „след като стигнах толкова далеч с музиката си, да не я пренеса по целия свят“. Това довежда до желанието му да организира концерти и на други исторически места, и до решението му да изнесе концерти в Индия и Китай, чието планиране според него отнема около две години и половина и струва около 4 милиона щатски долара.
Концертите в близост до Тадж Махал се състоят три поредни вечери през март 1997 г. като част от честванията по повод 50-годишнината от независимостта на Индия. Построена е временна концертна площадка, изградени са и временни плаващи мостове над река Ямуна от индийската армия. Концертите включват светлинен дисплей, с който паметникът е осветен за първи път през нощта. Концертите са посрещнати с някои протести срещу тях с довода, че осветлението и озвучителните системи ще навредят на сградата и околностите. В местния печат се появяват статии, че някои местни фермери заплашват да се самозапалят на мястото, докато не се постигне финансово споразумение между тях, индийското правителство и Яни, но композиторът по-късно ги опровергава, казвайки, че са породени от политическия спор между двама местни политици, и допълва, че се е срещнал с група местни фермери и е пил чай с тях, което според него е помогнало за смекчаване на положението. Върховният съд на Индия отхвърля заведено от Археологическото управление на Индия дело, целящо да отмени концертите. Част от приходите са дарени за опазването на Тадж Махал, който е засегнат от дим и пещи за тухли. Вторият концерт е излъчен пряко по индийската телевизия. Главната загриженост на Яни е относно представянето на чисто нова музика и това дали индийската публика смята, че това, което е направил, е „подходящо и уважително към паметника“.
Последвалите през месец май същата година концерти в Забранения град в Пекин се състоят в двора на Храма Таймяо, където за първи път в съвремието е разрешено на западен артист да изнесе концерт. Проектът започва, след като Яни получава покана от Китайската национална корпорация за култура и изкуства. Преди да бъде избран Забраненият град, възможни кандидати за организирането на концертите са места до Великата китайска стена и Храма на небето. Организаторите на шоуто искат 5000 места, но се налага да се задоволят с около 4000, стотици от които са запазени за китайски правителствени лица. Искането за излъчване на светлини от вътрешността на храма навън е отказано. Екипът е упътен звукът да не надвишава 40 децибела. Преди събитието Яни изнася разпродадени концерти на арени в Шанхай и Гуанджоу. По-късно през 1997 г. композиторът смята публиката от тези концерти за най-добрата в кариерата си.
За турнето си наема арменския диригент Армен Анасян „на доверие“, тъй като не го е виждал да изпълнява преди. Диригентът си спомня, че е бил скептичен относно турнето: „Но истината е, че се случи. Направихме го“ – и казва, че това е „променящо живота изживяване“.

## Списък с композиции

### Компактдиск
| №   | Име                                                                             | Време |
| --- | ------------------------------------------------------------------------------- | ----- |
| 1.  | Deliverance                                                                     | 8:33  |
| 2.  | Adagio in C Minor                                                               | 3:50  |
| 3.  | Renegade                                                                        | 7:14  |
| 4.  | Dance with a Stranger                                                           | 6:45  |
| 5.  | Tribute                                                                         | 6:40  |
| 6.  | Prelude                                                                         | 2:27  |
| 7.  | Love Is All (текст: Памела Лин Макнийл, Дъган Макнийл; изпълнение: Ван Джонсън) | 5:25  |
| 8.  | Southern Exposure                                                               | 6:48  |
| 9.  | Waltz in 7/8                                                                    | 5:32  |
| 10. | Nightingale                                                                     | 5:44  |
| 11. | Niki Nana (We're One) (текст: Томи Стърлинг, Яни)                               | 8:15  |

### Видео
1. Deliverance
2. Adagio in C Minor
3. Renegade
4. Waltz in 7/8
5. Tribute
6. Dance with a Stranger
7. Nightingale
8. Southern Exposure
9. Prelude
10. Love Is All
11. Niki Nana (We're One)
12. Santorini

## Състав

### Музиканти
- Яни – клавишни
- Керън Бригс – цигулка, хор в Niki Nana (We're One)
- Даниел де лос Рейес – ударни, хор в Niki Nana (We're One)
- Педро Юсташ – флейта, сопрано саксофон, бамбуков саксофон, дудук, кена, китайска флейта, най, бас флейта, хор в Niki Nana (We're One)
- Рик Фиерабрачи – баскитара
- Минг Фриймън – клавишни
- Дейвид Хъдсън – диджериду
- Рамон Стагнаро – китара, чаранго, хор в Niki Nana (We're One)
- Джоуъл Тейлър – барабани
- Алфреда Джерълд – вокал, главен вокал в Niki Nana (We're One)
- Ван Джонсън – вокал, главен вокал в Love Is All
- Джанет Клингър – вокал
- Кат Адамс – вокал
- Армен Анасян – диригент, цигулка в Tribute
- Клиф Фостър – първа цигулка, концертмайстор
- Бет Фолсъм – цигулка
- Джулиън Холмарк – цигулка
- Саюри Кауада – цигулка
- Нийл Лейт – цигулка
- Ан Лесли – цигулка, хор в Niki Nana (We're One)
- Уил Лоугън – цигулка
- Джули Мец – цигулка
- Пам Мур – цигулка
- Шеръл Онгаро – цигулка, хор в Niki Nana (We're One)
- Делия Парк – цигулка, хор в Niki Nana (We're One)
- Ирина Волошина – цигулка
- Корин Шапел – цигулка
- Герман Маркосян – виола
- Юджийн Мечтович – виола
- Кати Пейнтър – виола, хор в Niki Nana (We're One)
- Джон Кровоза – виолончело
- Сара О'Брайън– виолончело
- Лиза Прибаник – виолончело
- Александър Жиров – виолончело
- Гари Лесли – контрабас, хор в Niki Nana (We're One)
- Ейприл Аоки – арфа
- Шерил Фостър – обой
- Мат Рейнълдс – валдхорна, хор в Niki Nana (We're One)
- Джеймс Матос – валдхорна
- Пол Клинтуърт – валдхорна
- Дъг Лайънс – валдхорна
- Луис Акино – трумпет
- Кери Хюс – трумпет
- Рич Бъркъли – тромбон
- Дейна Хюс – тромбон, бас тромбон

### Продукция
- Яни – продуцент, аранжор, инженер, оркестрации
- Антъни Стабиле – помощник-инженер
- Томи Стърлинг – помощник-инженер
- Пол Сарълт – мониторен инженер
- Къртис Кели – мониторен инженер/техник
- Джефри Марк Силвърман – оркестрации

## ТурнетоTribute World Tour 1998

### Дати
1997 – 1998 г.

### Градове
Вж. таблицата по-долу.

### Списък с композиции
- Deliverance
- Adagio in C Minor
- Renegade
- Waltz in 7/8
- Tribute
- Dance with a Stranger
- Within Attraction
- Aria
- Keys to Imagination
- Nightingale
- Southern Exposure
- Marching Season
- Nostalgia
- Prelude/Love Is All
- Acroyali/Standing in Motion
- Reflections of Passion
- Niki Nana (We're One)
- Santorini

### Екип по организирането на турнето
- Бизнес мениджър: Том Паске
- Видео режисьор/продуцент: Джордж Верас
- Счетоводители: Даян Креймър, Пийт Дорси
- Помощен персонал: Анда Алънсън, Ричард Алънсън

### Дати на турнето[9]
| Дата                | Град               | Страна | Място                                    |
| ------------------- | ------------------ | ------ | ---------------------------------------- |
| 17 януари 1998 г.   | Ню Йорк            | САЩ    | „Рейдио Сити Мюзик Хол“                  |
| 24 януари 1998 г.   | Сакраменто         | САЩ    | „АРКО Арийна“                            |
| 26 януари 1998 г.   | Устър              | САЩ    | „Урстърс Сентръм Сентър“                 |
| 27 януари 1998 г.   | Филаделфия         | САЩ    | „КорСтейтс Сентър“                       |
| 29 януари 1998 г.   | Форт Лодърдейл     | САЩ    | „Дийн Е. Смит Стюдънт Активътийс Сентър“ |
| 31 януари 1998 г.   | Вашингтон          | САЩ    | „Ем Си Ай Сентър“                        |
| 3 февруари 1998 г.  | Феърборн           | САЩ    | „Ървин Дж. Нътър Сентър“                 |
| 4 февруари 1998 г.  | Обърн Хилс         | САЩ    | „Дъ Палас ъф Обърн Хилс“                 |
| 6 февруари 1998 г.  | Кливланд           | САЩ    | „Си Ес Ю Конвъкейшън Сентър“             |
| 7 февруари 1998 г.  | Бъфало             | САЩ    | „Марийн Мидленд Арийна“                  |
| 8 февруари 1998 г.  | Питсбърг           | САЩ    | „Сивик Арийна“                           |
| 10 февруари 1998 г. | Сейнт Луис         | САЩ    | „Кийл Сентър“                            |
| 12 февруари 1998 г. | Индианаполис       | САЩ    | „Маркет Скуеър Арийна“                   |
| 14 февруари 1998 г. | Молийн             | САЩ    | „Дъ МАРК ъф дъ Коуд Ситийс“              |
| 17 февруари 1998 г. | Ноксвил            | САЩ    | „Томпсън – Болинг Арийна“                |
| 18 февруари 1998 г. | Луисвил            | САЩ    | „Фрийдъм Хол“                            |
| 19 февруари 1998 г. | Нашвил             | САЩ    | „Нашвил Арийна“                          |
| 21 февруари 1998 г. | Гранд Рапидс       | САЩ    | „Ван Андъл Арийна“                       |
| 22 февруари 1998 г. | Чикаго             | САЩ    | „Юнайтед Сентър“                         |
| 25 февруари 1998 г. | Анахайм            | САЩ    | „Ароухед Понд ъф Анахайм“                |
| 27 февруари 1998 г. | Ингълуд            | САЩ    | „Грейт Уестърн Форъм“                    |
| 28 февруари 1998 г. | Оукланд            | САЩ    | „Оукланд Арийна“                         |
| 19 март 1998 г.     | Тълса              | САЩ    | „Тълса Кънвеншън Сентър“                 |
| 20 март 1998 г.     | Финикс             | САЩ    | „Америка Уест Арийна“                    |
| 22 март 1998 г.     | Рино               | САЩ    | „Лолър Ивентс Сентър“                    |
| 24 март 1998 г.     | Сакраменто         | САЩ    | „АРКО Арийна“                            |
| 25 март 1998 г.     | Сан Хосе           | САЩ    | „Сан Хосе Арийна“                        |
| 27 март 1998 г.     | Солт Лейк Сити     | САЩ    | „Делта Сентър“                           |
| 28 март 1998 г.     | Лас Вегас          | САЩ    | „MGM Гранд Гардън Арийна“                |
| 29 март 1998 г.     | Сан Диего          | САЩ    | „Сан Диего Спортс Арийна“                |
| 3 април 1998 г.     | Портланд           | САЩ    | „Роуз Гардън Арийна“                     |
| 4 април 1998 г.     | Споукан            | САЩ    | „Споукан Арийна“                         |
| 5 април 1998 г.     | Сиатъл             | САЩ    | „КийАрийна“                              |
| 6 април 1998 г.     | Ванкувър           | САЩ    | „Дженъръл Моутърс Плейс“                 |
| 9 април 1998 г.     | Едмънтън           | САЩ    | „Едмънтън Колъсиъм“                      |
| 10 април 1998 г.    | Калгари            | САЩ    | „Канейдиън Еърлайнс Садълдоум“           |
| 12 април 1998 г.    | Денвър             | САЩ    | „Макникълс Спортс Арийна“                |
| 18 април 1998 г.    | Линкълн            | САЩ    | „Боб Девани Спортс Сентър“               |
| 19 април 1998 г.    | Вали Сентър        | САЩ    | „Канзас Колъсиъм“                        |
| 21 април 1998 г.    | Милуоки            | САЩ    | „Брадли Сентър“                          |
| 22 април 1998 г.    | Мадисън            | САЩ    | „Дейн Каунти Колъсиъм“                   |
| 23 април 1998 г.    | Дълют              | САЩ    | „Дълют Ентъртейнмънт Кънвеншън Сентър“   |
| 25 април 1998 г.    | Уинипег            | САЩ    | „Уинипег Арийна“                         |
| 26 април 1998 г.    | Фарго              | САЩ    | „Фаргодоум“                              |
| 18 май 1998 г.      | Остин              | САЩ    | „Франк Уъруин Сентър“                    |
| 26 май 1998 г.      | Юнивърсити Парк    | САЩ    | „Брайс Джордън Сентър“                   |
| 2 юни 1998 г.       | Рочестър, Ню Йорк  | САЩ    |                                          |
| 7 юни 1998 г.       | Бостън             | САЩ    | „ФлийтСентър“                            |
| 8 юни 1998 г.       | Хартфорд           | САЩ    | „Хартфорд Сивик Сентър“                  |
| 12 юни 1998 г.      | Атланта            | САЩ    | „Кока-Кола Лейкуд Амфитиътър“            |
| 13 юни 1998 г.      | Атланта            | САЩ    | „Кока-Кола Лейкуд Амфитиътър“            |
| 14 юни 1998 г.      | Синсинати          | САЩ    | „Дъ Краун“                               |
| 20 юни 1998 г.      | Чикаго             | САЩ    | „Юнайтед Сентър“                         |
| 23 юни 1998 г.      | Сиракюз            | САЩ    | „Онондага Каунти Уор Мемориъл“           |
| 26 юни 1998 г.      | Юниъндейл, Ню Йорк | САЩ    | „Насау Ветерънс Мемориъл Колъсиъм“       |
| 30 юни 1998 г.      | Монреал            | САЩ    | „Молсън Сентър“                          |
| 3 юли 1998 г.       | Квебек             | САЩ    | „Колизе дьо Кебек“                       |
| 5 юли 1998 г.       | Хамилтън           | САЩ    | „Копс Колъсиъм“                          |